# Roland MKS-80
De Roland MKS-80 is een analoge op subtractieve synthese gebaseerde synthesizermodule. Het model is een klankmodule van de Jupiter-6 en Jupiter-8 en werd geïntroduceerd in 1984 door Roland.

## Beschrijving
De klankmodule heeft een achtstemmige polyfonie met twee oscillatoren per stem en is multitimbraal via twee kanalen. Doordat het een klankmodule is zonder klavier, moet het instrument via MIDI worden aangestuurd.
Er zijn 64 presetklanken aanwezig, die uitgebreid kunnen worden met een optionele geheugencartridge. Klanken kunnen worden geprogrammeerd op het voorpaneel, maar ook via een aparte programmeermodule, de MPG-80. De ingebouwde klanken zijn ontworpen door Eric Persing en Dan Desousa.
Het is de enige in de MKS-serie met volledig analoge spanningsgestuurde oscillators (Voltage Controlled Oscillators of VCO's). De klankopwekking is vrijwel identiek aan de Jupiter-6.
Bekende muzikanten die de MKS-80 hebben gebruikt, zijn onder meer Daft Punk, Hans Zimmer, Harold Faltermeyer, Tangerine Dream, Hans Zimmer, Madonna, Blancmange, John Carpenter, Vince Clarke, Snap!, Pet Shop Boys, Enigma, Aphex Twin en Vangelis.